# جون كيلي (فنان)
جون كيلي (بالإنجليزية: John Kelly)‏ هو فنان بريطاني وأسترالي، ولد في 1965 في لندن في المملكة المتحدة.

## وصلات خارجية
- الموقع الرسمي